# おばこ娘

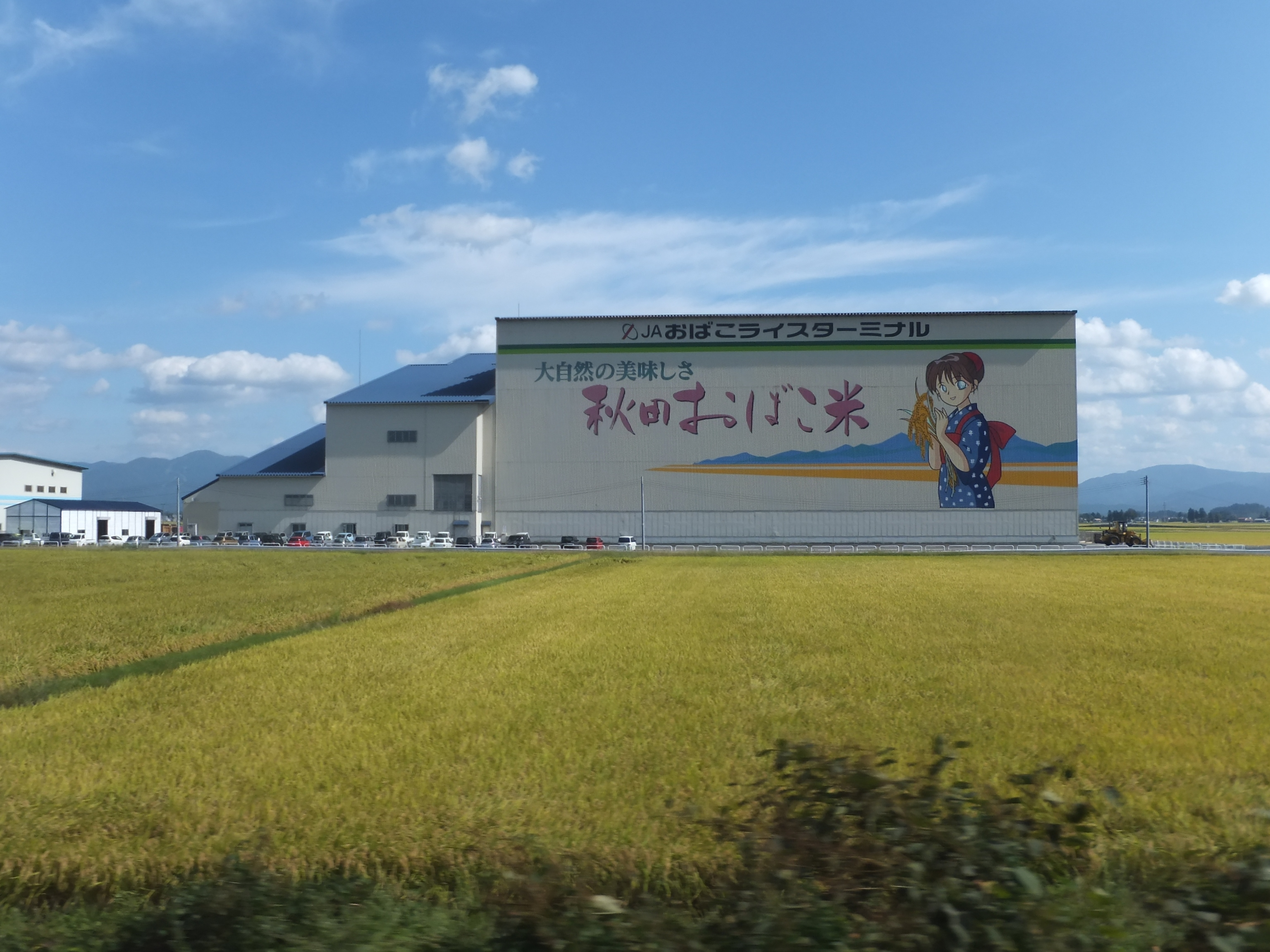
大仙市のおばこライスターミナルに描かれた巨大イラスト

おばこ娘（おばこむすめ）は、秋田おばこ農業協同組合のマスコットキャラクターである。

## 「おばこ」について
「おばこ」とは、辞書によると東北地方で、少女や娘、あるいは、跡取り以外の娘、未婚の女性や妹を意味するとされる。
合併の際、新農協の名称を公募したところ、「秋田おばこ」が多数を占めたことから、新農協の名称にふさわしいとして決定された。
秋田おばこ農業協同組合ホームページによると、「秋田おばこ」とは「秋田で生まれ育った娘さん」の意としている。旧大曲市や旧仙北郡町村を指す大曲仙北地方は、「秋田おばこ」の本場とされ、「秋田美人」の輩出が特に多い地域として知られる。また、民謡「秋田おばこ節」の誕生の地としても知られる。

## キャラクター展開
主として組合員向けの商品にキャラクターが描かれている。
- おばこロマンシリーズ （JA秋田おばこ地区専用肥料）

一般向けとしては、農産物の包装やラベルに描かれる事があるほか、一部の生協で販売されている精米や首都圏の一部の献血センターが配布する精米に描かれる事もあるという。
- ほうれん草・しいたけ・発芽玄米

以下の農協施設や設備等に描かれる事もある。
- おばこライスターミナル（秋田県大仙市四ツ屋） - 巨大壁画が2面描かれている。1面は秋田新幹線車窓から見ることができ圧巻である。
- ＪＲ田沢湖線源勝寺踏切付近水田（秋田県大仙市鑓見内） - 羽後四ツ屋駅より盛岡方面へおおよそ2.1km、鑓見内駅より大曲駅方面（羽後四ツ屋駅方面）へおおよそ300mの地点の水田に、秋田新幹線乗客へ向けて秋田おばこ米を宣伝する立て看板が立っている。
- 秋田おばこ農業協同組合本店（秋田県大仙市佐野町）
- 神岡農機センター（秋田県大仙市神宮寺）
- 畑屋資材センター（秋田県仙北郡美郷町畑屋）
- 田沢湖営農センター（秋田県仙北市）
- 角館駅前支店 （秋田県仙北市角館）
- 大曲営農センター　資材店舗（秋田県大仙市）
- 中央配送センター・中央食材センター（秋田県大仙市）（旧全農物流株式会社秋田県支店仙北事業所・元秋田くみあい運輸株式会社仙北営業所　跡地）
- 協和営農センター （秋田県大仙市協和境）
- 西木支店 （秋田県仙北市西木町上荒井）
- 桧木内支店 （秋田県仙北市西木町桧木内字松葉）
- 南外営農センター　（秋田県大仙市南外字赤平後野）
- 中仙支店・本店金融共済部　（秋田県大仙市長野字柳田）
- 角館支店　農機センター　（秋田県仙北市角館）　－国道４６号線沿いに中古農機取り扱いの立看板
- （株）おばこライフサービス内小友SS（秋田県大仙市内小友）
- （株）おばこライフサービス神宮寺SS（秋田県大仙市神宮寺）
- （株）おばこライフサービス横堀SS（秋田県大仙市横堀）
- （株）おばこライフサービス西明寺SS（秋田県仙北市西木町上荒井）

かつてイラストが表示されていたもの
- 旧（株）秋田おばこ運輸（現　全農物流（株）秋田支店仙北事業所）（秋田県大仙市清水） - 大型トラック数台の側面におばこ娘が描かれていたが、全農物流へ移管されたことにより、旧社名・旧グループ名・おばこ娘イラストはなくなり、「ＪＡグループ　全農物流株式会社　秋田支店」のステッカーが車体に貼り付けられた。）

イラストが表示されたグッズ（農業資材・農産物・チラシ類以外のもの）
- ノベルティボールペン（以前、組合員等に配布された）
- 窓口設置の聴力補助器具
- 襟バッジ（平成２５年５月放送のＮＨＫニュース出演のＪＡおばこ役員の上着の襟に着けられていた。一般的に用いられているものかは不明。検索によると、おばこ娘ピンズの写真が個人ブログに掲載されていた）

## イラストを描いた人
2002年12月21日放送のJAグループ秋田提供の番組でインタビューを受けた。（放送日推定）
（AKT秋田テレビ「JAみどりの広場」で放送された内容より要約）
イラストを描いた人は現職JA職員の女性。
幼少の頃からマンガなどを模写していた、イラストの勉強や美術部に所属するなど本格的なことはしていないが、
中学時代はイラストクラブに所属していたとのこと。それ以後はブランクがあったが、
その後（放送の4年前に行われた）組合内チラシコンテストにてチラシに手書きイラストを入れたことがきっかけで再びイラストを描き始めた。
このチラシコンテストが契機となり抜擢されたようである。
作画手法は手書き原稿をスキャナで取り込み、タブレットで修正・彩色を行うようである。
ノートパソコンとタブレットを使用し、番組内で実演をしていた。
キャラクタのイメージとしては、ぷくぷくとした、かわいらしい純情そうなおばこ娘をイメージして描いたとの事。
今後の抱負（当時）としては、マンガっぽい女の子のイラストだけでなく、本格的な絵のようなものや、商品のマークにもチャレンジしてみたいと述べていた。
ちなみに、おばこ娘キャラクター入り肥料袋が流通（春季以降に農家へ販売される）する前年に放送されたもののようである。
その後、2009年2月14日放送のAKT秋田テレビ「JAみどりの広場」の「がんばってます」のコーナーでおばこ娘が取り上げられ、作者がインタビューを受けた。
（放送された内容より要約）
この「がんばってます」のコーナーは、県内16のJAががんばっている事をピックアップする企画で、
秋田おばこ農業協同組合では、第1位が秋田おばこ米、第2位がおばこ娘、第3位が加工品（農産物を様々な食品に加工して販売しているもの）であった。
第2位のおばこ娘の紹介では、
作者は秋田おばこ農業協同組合の女性職員ということで、職場で仕事をしている様子と自宅でイラストを製作する様子が紹介された。
おばこロマンシリーズの肥料にキャラクターが使われた経緯についてこう述べている。
この肥料の担当者が元はこの職員が所属する支所の直属上司だった事から、この職員にイラストを描くように依頼があったとのこと。
以前のおばこロマンのパッケージは他のJA職員が描いた切り絵イラストであったという。
本人曰く、現在のイラストは、よりかわいらしく親しみやすいものを目指して描いたとの事。
おばこ娘の瞳は印象深い緑色をしているが、春の緑一面の田んぼをイメージしているとのこと。
秋田おばこ農業協同組合には米以外にも様々な特産品があることから、それらの様々なものを持ったおばこ娘を描いてみたいと抱負を述べた。
今回の番組企画において、JAみどりの広場の司会アナウンサー二人のイラストを描く事になり、
オーバーオール姿の二人が大きなハート型のおにぎりを持っているイラストを仕上げた。
（放送日がバレンタインデーである事から、チョコレートの代わりに特産の米を使ったおにぎりにしたようである）
ちなみに、前回の放送では描くためのポインティングデバイスとしてタブレットを使用していたが、今回はスキャナで原稿を取り込みマウスを使用し補正彩色をしているようである。
第1位の秋田おばこ米の紹介では、
大仙市四ツ屋のライスターミナルから、オーストラリアに輸出される際のセレモニーにおいて、
秋田おばこ運輸（主要なトラックの側面におばこ娘のイラストを描いている）の大型トラックの前面に、
おばこ娘のイラスト入りの垂れ幕を取り付けて出発する様子が紹介されている。

### 2009年以降
イラストを描いた「やっぴい。」さんは、「pixiv」と「X (旧Twitter)」にて活動をしている。
- やっぴい。 - pixiv
- やっぴい。 (@yappppppppppy) - X（旧Twitter）